# Lago di Aviasco
Il lago di Aviasco è un lago artificiale, dall'estensione pari a 70.500 metri quadrati, situato nelle Alpi Orobie in alta valle Seriana, (provincia di Bergamo), racchiuso in una vallata contenente i seguenti bacini artificiali:
- il lago Nero
- il lago Campelli
- il lago Sucotto
- il lago Cernello

La zona si raggiunge per la via più breve partendo da Valgoglio, in alta Valle Seriana. Il sentiero parte dalla zona nord-est del paese, ed è ben segnato.
Si sale seguendo inizialmente le condotte d'acqua fino a giungere in vista della diga del Lago Sucotto, quindi si prosegue a sinistra, cioè in direzione ovest, su per una salita che, poco più in alto, porta alla diga del lago Nero.
Qui si prosegue a sinistra, ovvero verso nord-Est, costeggiando il lago nero a sud. Dopo 800 metri circa giungerete in vista del lago di Aviasco, riconoscibile per  il rivestimento in pietra della diga che lo contiene.

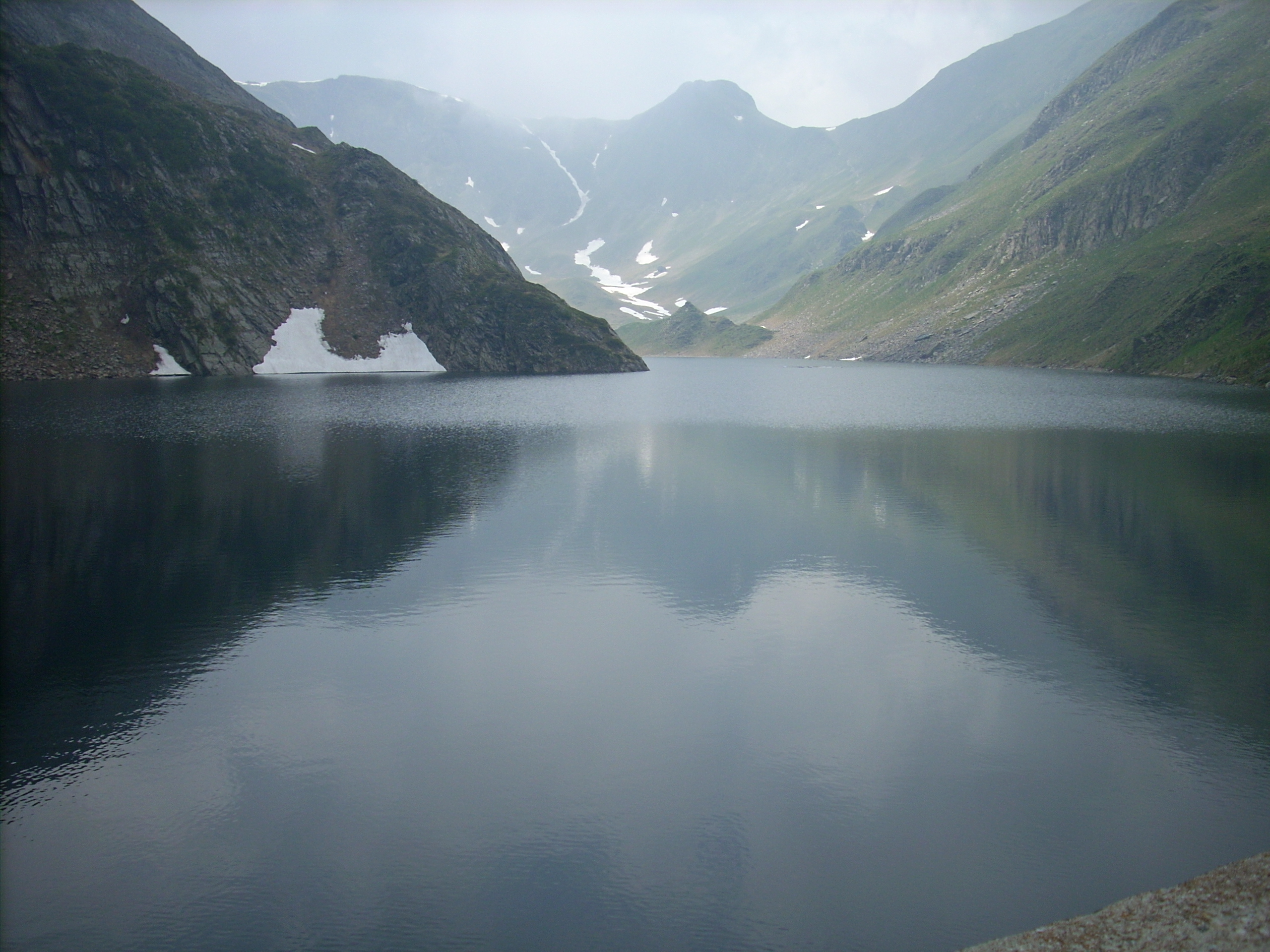
Veduta sul bacino da sud-ovest

Il lago, racchiuso in una conca creata dai monti Cabianca e Pradella, è raggiungibile anche da nord-est passando per il passo di Aviasco, che separa la Valle Brembana dalla Valle Seriana, e da nord-ovest  lungo passando per il sentiero che fa il giro dei laghi sul lato della Valle Seriana passando per i laghi Campelli, Cernello e Sucotto